# Kosmos 562
O Kosmos 562 (em russo: Космос 558), também chamado de DS-P1-Yu Nº 63, foi um satélite artificial soviético lançado em 5 de junho de 1973 através de um foguete Kosmos-2I a partir do Cosmódromo de Plesetsk.

## Características
O Kosmos 562 foi o sexagésimo terceiro membro da série de satélites DS-P1-Yu e o quinquagésimo sétimo lançado com sucesso após o fracasso dos lançamentos do segundo, do vigésimo terceiro, do trigésimo segundo, do quadragésimo, do quadragésimo quarto e do quinquagésimo quarto membros da série. Sua missão era auxiliar sistemas antissatélites e antimíssil soviéticos.
O Kosmos 562 foi injetado em uma órbita inicial de 510 km de apogeu e 282 km de perigeu, com uma inclinação orbital de 71 graus e um período de 92,0 minutos. Reentrou na atmosfera terrestre em 22 de dezembro de 1973.